# Campanhó
Campanhó est une ancienne paroisse civile portugaise (en portugais : freguesia) de la municipalité de Mondim de Basto dans le district de Vila Real.
La loi no 11-A/2013 du 28 janvier 2013, portant réorganisation administrative du territoire des freguesias, fusionne Campanhó avec la paroisse voisine de Paradança pour former l’União das freguesias de Campanhó e Paradança (dont le siège est à Paradança).